# Friedrich Gotthard Naumann
Friedrich Gotthard Naumann (* 14. Juli 1750 in Blasewitz; † 28. September 1821 in Ansbach) war ein deutscher Maler.

## Leben
Friedrich Gotthard Naumann wurde als Sohn des Häuslers und Landesaccise-Einnehmers Johann Georg Naumann und seiner Gattin Anna Rosina, geb. Ebert, in einfachste Verhältnisse geboren. Ein älterer Bruder war der Dresdner Komponist Johann Gottlieb Naumann. Im Alter von 17 Jahren trat er in die Dresdner Kunstakademie ein und wurde Schüler von Giovanni Battista Casanova.
1772 reiste er gemeinsam mit seinem Bruder, der ihn stark förderte, über München und Venedig nach Rom. Dort arbeitete er im Atelier von Anton Raphael Mengs. Zeitweise lebte er in dessen Haus. In Rom machte Naumann Bekanntschaft mit dem Markgrafen Alexander von Ansbach (1736–1806), der ihn in seine Dienste nahm und gleichzeitig die Verlängerung seines Studienaufenthalts in Rom gewährte. 1781 zog Naumann nach Ansbach, wo er mit einer Besoldung von 1000 Gulden jährlich zum Hofmaler ernannt wurde. Er widmete sich hauptsächlich Porträts der markgräflichen Familie, malte aber auch einfache Dorfbewohner aus der Ansbacher Umgebung.
1789/1790 begab er sich mit der Bayreuther Markgräfinwitwe Sophie Caroline Marie (1737–1817) auf eine zweite Italienreise. 1790 nahm er eine Lehrtätigkeit an der Universität Erlangen auf und gab zusätzlich Privatunterricht. Nach 1792 war er als Kunsteinkäufer und Gutachter für Friedrich Wilhelm II. bei gleicher Besoldung tätig und verhinderte in dieser Position die Entfernung des Dürer zugeschriebenen Schwabacher Hochaltares. Naumann wohnte weiter im Ansbacher Schloss und nahm in seinen späteren Lebensjahren hauptsächlich Privataufträge entgegen. 1821 wählte er den Freitod durch Erschießen. Sein künstlerischer Nachlass wurde versteigert und das Vermögen nach testamentarischer Festlegung an einen Armenfond übergeben.